# Петров Михайло Назарович
Миха́йло Наза́рович Петро́в (*16 листопада 1826, Вільнюс — †5 лютого 1887, Харків) — мордовський історик.
Професор (1866). Народився в сім'ї новохрещених селян. У 1838 вступив до Віленської гімназії, звідки був переведений до Харківського університету як «казеннокоштный» студент. Закінчив його у 1848 й того ж року захистив кандидатську дисертацію за темою «Цивілізація галло—франків за часів Меровінгів».
1850 отримав ступінь магістра всесвітньої історії за дисертацію про державну діяльність Людовіка XI. У 1851 — 1886 працював у Харківському університеті.
Як один з перших представників мордовської історіографії, розглядав у своїх працях західноєвропейську історію у тісному зв'язку з розвитком суспільної думки. Велику наукову зацікавленість виявляв до «судєб низших сословій». Для вивчення європейської системи університетської освіти та підготовки історичних досліджень відвідував Німеччину, Францію, Англію, Бельгію, Італію.
Відомі його «Лекції з всесвітньої історії» (Харків, 1888, т. 1—4), за які він отримав премію Петра Великого.
Піднімав проблеми удосконалення історичної освіти, якості підручників історії для гімназій. Був прибічником жіночої професійної освіти.

## Праці
- Новейшая национальная историография в Германии, Англии и Франции.— Харьков, 1861
- Очерки из всемирной истории.— Харьков, 1861.